# Kanton-System (China)

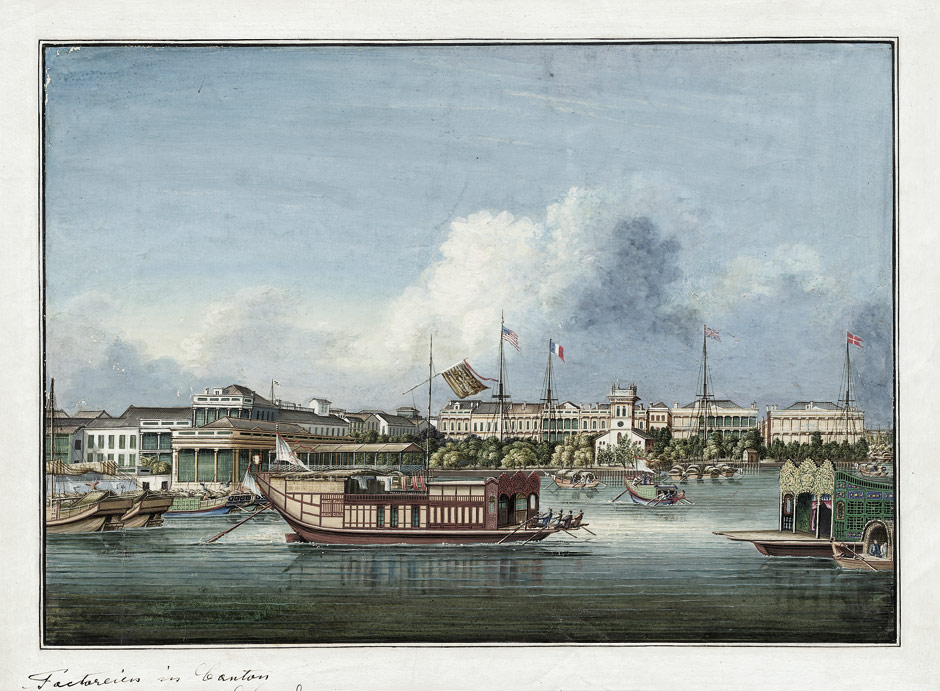
Fabriken in Guangzhou ca. 1850

Das Kanton-System (1757–1842; chinesisch 一口通商, Pinyin Yīkǒu tōngshāng, Jyutping jat1 hau2 tung1 soeng1 – „Ein-Hafen-Handelsbeziehungen“) war ein Weg, um während der Qing-Dynastie den maritimen Handel mit dem Westen zu kontrollieren, indem der gesamte Handelsverkehr auf den südlichen Hafen von Kanton konzentriert wurde (heute Guangzhou). Die protektionistische Politik entstand 1757 als Reaktion auf die ökonomische und politische Gefahr aus dem Ausland.
Ab dem späten 17. Jahrhundert haben chinesische Händler, bekannt als Hongs (Chinesisch: 行; pinyin: háng), den gesamten Handel am Hafen verwaltet. Die von den Dreizehn Faktoreien am Perlfuss aus agierenden Händler Operating haben 1760 durch den Kaiser Qianlong offiziell ein Monopol auf den Handel mit Ausländern aus Übersee (Chinesisch: 洋行; Pinyin: yángháng; Jyutping: joeng4 hong2; wörtlich "Ozean-Händler") bekommen. Die Monopolisten wurden dann auch Cohong genannt. Handel mit ausländischen Händlern wurde danach durch die Cohong ausgeführt unter der Handelsaufsicht von Guangdong (Chinesisch: 粵海關部監督; Pinyin: Yuèhǎi guānbù jiàn dù; Jyutping: jyut6 hoi2 gwaan1 bou6 gaam1 duk1), informell auch Hoppo, und dem Generalgouverneur von Guangxi und Guangdong.
Es wurde 1842 durch den Vertrag von Nanking in Folge des ersten Opiumkrieges abgeschafft.

## Geschichte

### Herkunft
Zu Beginn seiner Herrschaft stand der Kaiser Kangxi (regierte 1661–1722) verschiedenen Herausforderungen gegenüber, nicht zuletzt der Integrierung der jungen Qing-Dynastie im Staat mit Hanmehrheit. Die Mandschu-geführte Qing-Dynastie hat 1644 die Ming-Dynastie ersetzt, an Unterstützung mangelte es für die neuen Herrscher dabei vor allem im Süden des Landes.
Kangxi verbot zwei Mal den gesamten maritimen Handel aus dem strategischen Grund, möglichen Putsch-Versuchen über das Meer vorzubeugen. Verschiedene Rebellionen haben stattgefunden, unter anderem die des Ming-Loyalisten Koxinga und separat die Aufstand der drei Feudalherren, welche zur Eroberung von Taiwan in 1683 führte. Nachdem die Qing es geschafft haben die Rebellionen zu unterdrücken, hat Kangxi in einem Edikt 1684 sein Verbot des Seehandels gelockert.
Anschließend wurden Hǎiguān (海關), Hoi Gwaan, oder einfach Zollstationen, geöfftnet in Guangzhou, Macau, und dem Xianshang-Bezirk in Guangdong; Fuzhou, Nantai, and Amoy in Fujian; Ningbo und dem Dinghai-Bezirk in Zhejiang; und Huating, Chongque, und Shanghai in der Provinz Jiangsu. Kurz darauf 1685 haben ausländische Händler die Erlaubnis bekommen dort zu handeln.
Das vom Qing-Staat 1686 eingesetzte Handelsunternehmen Yánghuò Háng (洋貨行, wörtlich "Ozean Handelsunternehmen") war für Handel mit dem Westen zuständig. Neben dem Import und dem Export selber hat das Unternehmen über Subunternehmen auch die Deklarierungen für den Warenhandel sowie den Steuereintreibungen. Chinesische Händler haben nach dem An- oder Abreise eines Schiffes dort die Steuern abgegeben. Später entstanden daraus die Dreizehn Faktoreien.